# Округ Џеферсон (Монтана)
Џеферсон (енгл. Jefferson County) је округ у америчкој савезној држави Монтана.

## Демографија
По попису из 2010. године број становника је 11.406, што је 1.357 (13,5%) становника више него 2000. године.
| Група             | 2000.         | 2010.          |
| Белци             | 9.564 (95,2%) | 10.724 (94,0%) |
| Афроамериканци    | 14 (0,1%)     | 16 (0,1%)      |
| Азијати           | 42 (0,4%)     | 40 (0,4%)      |
| Хиспаноамериканци | 149 (1,5%)    | 224 (2,0%)     |
| Укупно            | 10.049        | 11.406         |